# 三上山
三上山（みかみやま）是位在滋賀縣野洲市的山。標高432公尺。別名近江富士（おうみふじ）而廣為人知，關西百名山之一。山麓有御上神社等。

## 歷史
『古事記』、『延喜式』中有其記述，也是和歌吟詠的對象。因藤原秀鄉（俵藤太）的大百足退治傳說，所以有「百足山」之異名。

## 關連項目
- 鄉土富士

## 外部連結
- 滋賀縣立近江富士花綠公園（页面存档备份，存于）